# Arrondissement di Metz-Campagne
L'arrondissement di Metz-Campagne era una suddivisione amministrativa francese, situata nel dipartimento della Mosella e nella regione del Grand Est.
È stato soppresso il 29 dicembre 2014 per confluire nell'arrondissement di Metz.

## Composizione
L'arrondissement di Metz-Campagne raggruppava 142 comuni in 9 cantoni:
- cantone di Ars-sur-Moselle
- cantone di Maizières-lès-Metz
- cantone di Marange-Silvange
- cantone di Montigny-lès-Metz
- cantone di Pange
- cantone di Rombas
- cantone di Verny
- cantone di Vigy
- cantone di Woippy